# Chelus orinocensis
Chelus orinocensis (лат.) — южноамериканская пресноводная черепаха рода Chelus из семейства змеиношеих, необычной внешностью сходная с матаматой.

## Распространение
Обитает в водах Южной Америки в бассейне реки Ориноко.

## Описание
Черепаха большого размера, достигающая в длину панциря примерно 53 см. От близкого вида матаматы (Chelus fimbriata) отличается геномом и некоторыми морфологическими чертами: (1) овальный панцирь (вместо прямоугольного панциря у матаматы), (2) более светлой окраской панциря и мягких частей, в частности, бледно-желтого цвета без пигментации (пластрон преимущественно темный у C. fimbriata). Относится к роду Chelus, так как обладает типичными его признаками: трехкилевым бугорчатым панцирем, удлинённой толстой шеей, широкой треугольной уплощённой головой с длинным трубчатым хоботком, маленькими глазами, чрезвычайно широким ртом и кожными лоскутами на голове и шее, которые являются уникальными чертами рода Chelus.
Вид был впервые описан в 2020 году в результате молекулярно-биологических исследований генома бахромчатой черепахи или матаматы. Её более двух веков рассматривали единым видом в составе монотипического рода Chelus. Оказалось, что между двумя крупными популяциями, обитающими в бассейнах рек Ориноко (новый вид) и Амазонка (номинативный вид рода) существуют глубокие геномные отличия.
Ещё до того, как он был описан как отдельный вид, уже 1995 году наблюдались отчётливые морфологические различия между особями в популяциях бассейнов Амазонки и Ориноко.